# MacOS Big Sur
macOS Big Sur (versió 11.0) és una versió de macOS, el sistema operatiu d'Apple per a ordinadors Macintosh. És la successora de macOS Catalina (versió 10.15) i fou anunciada a la Conferència de Desenvolupadors d'Apple el 22 de juny de 2020. La publicació de la versió final va ser el 12 de novembre de 2020. El seu nom prové de la regió costanera de Big Sur, situada a la Costa Central de Califòrnia.
macOS Big Sur presenta un redisseny de la interfície d'usuari i està dissenyada per aprofitar la potència dels nous processadors ARM d'Apple que incorporaran els nous models Mac. També s'afegeix la compatibilitat amb aplicacions per iOS i iPadOS i inclou millores generals.
Amb aquesta versió, i com a gest simbòlic per la incorporació dels processadors Apple, el sistema operatiu passa de la versió 10 a la 11 per primer cop des de l'alliberament de la versió beta de Mac OS X l'any 2000.

## Requisits de sistema
A diferència de macOS Catalina, que manté la compatibilitat de macOS Mojave, la nova versió Big Sur ja no funciona amb els ordinadors Mac de 2012 i 2013.
La llista de dispositius compatibles és la següent:
- MacBook: Versió 2015 o més recent
- MacBook Air: Versió 2013 o més recent
- MacBook Pro: Versió 2013 o més recent
- Mac Mini: Versió 2014 o més recent
- iMac: Versió 2014 o més recent
- iMac Pro
- Mac Pro: Versió 2013 o més recent
- Developer Transition Kit (2020)